# Биннинген

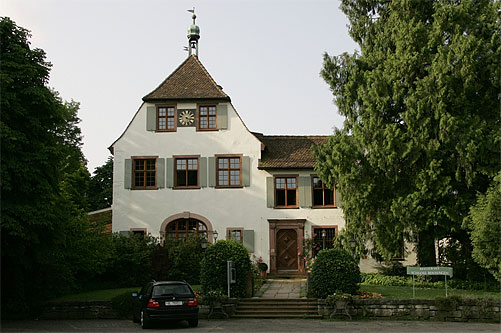
Замок Биннинген

Биннинген (нем. Binningen) — город в Швейцарии, в кантоне Базель-Ланд. 
Входит в состав округа Арлесхайм. Население составляет 14 371 человек (на 31 марта 2008 года). Официальный код  —  2765.